# Metabisolfito di sodio
Il metabisolfito di sodio è un sale di sodio dell'acido metabisolforoso H2S2O5.
A temperatura ambiente si presenta come un solido incolore dall'odore poco pungente. È un composto nocivo, irritante. Viene usato per la conservazione delle bevande alcoliche. Viene facilmente digerito dall'organismo umano.

## Uso alimentare
È usato come conservante e antiossidante nel cibo ed è conosciuto con la sigla E223.
Può causare reazioni allergiche in quei soggetti sensibili ai solfiti, può causare reazioni respiratorie negli asmatici, anafilassi e altre reazioni allergiche in individui sensibili.

## Agente pulente
È usato comunemente per la pulizia dell'attrezzatura per la produzione casalinga di bevande e la produzione di vino o birra.
È usato nei sistemi di desalinizzazione dell'acqua nelle membrane di osmosi inversa per la produzione di acqua potabile.
È usato anche per rimuovere la cloramina dall'acqua dopo il trattamento.

## Altri usi
- Viene aggiunto in soluzioni di anestesia locale per prevenire l'ossidazione dell'adrenalina vasocostrittrice e allungare il periodo d'uso della soluzione.

Si usa come eccipiente in alcune compresse come quelle a base di paracetamolo.
- È usato nel trattamento dei rifiuti per ridurre chimicamente il cromo esavalente a cromo trivalente che può essere precipitato e rimosso dai reflui per decantazione e filtrazione.